# Live at Eindhoven
Live at Eindhoven — первый концертный мини-альбом группы Testament, вышедший в 1987 году в Европе и в 1990 году в США. Концерт был записан на фестивале Dynamo Open Air в Эйндховене 8 июня 1987 года.
Live at Eindhoven помог молодой группе обратить на себя внимание звукозаписывающих студий, обрести влияние на трэш-металлической сцене.
На концерте было исполнено пять композиций: «Over the Wall», «Burnt Offerings», «Do or Die», «Apocaliptic City» и содержавшаяся к тому времени только на кассете (второй демозаписи Demo:1) «Reign of Terror». Пластинка раскупалась очень неплохо, и в октябре музыканты устроили новые гастроли.

## Список композиций
1. «Over the Wall»
2. «Burnt Offerings»
3. «Do or Die»
4. «Apocalyptic City»
5. «Reign of Terror»

## Участники записи
- Чак Билли — вокал
- Эрик Петерсон — ритм-гитара
- Алекс Скольник — соло-гитара
- Грег Кристиан — бас-гитара
- Луи Клементе — ударные